# マルク＝オレル・カイヤール
マルク＝オレル・カイヤール（Marc-Aurèle Caillard、1994年5月12日 - ）はフランスのサッカー選手。ポジションはGK。LOSCリール所属。

## 経歴
2015年7月、クレルモン・フットと契約した。
2017年6月、EAギャンガンと単年契約を結んだ。
2020年7月20日、FCメスと2年契約を結んだ。